# HD19832
HD19832 (або 56 Овна) є хімічно пекулярною зорею спектрального класу
B8 й має видиму зоряну величину в смузі V приблизно  5,8.
Вона  розташована на відстані близько 371,5 світлових років від Сонця.

## Фізичні характеристики
Зоря HD19832 обертається 
досить швидко 
навколо своєї осі. Проєкція її екваторіальної швидкості на промінь зору становить  Vsin(i)= 96км/сек.
Телескоп Гіппаркос зареєстрував фотометричну змінність  даної зорі з періодом    0,73 доби в межах від  Hmin= 5,78 до  Hmax= 5,74.

## Пекулярний хімічний вміст
Зоряна атмосфера GSC1791-1519 має підвищений вміст 
Si
.

## Магнітне поле
Спектр даної зорі вказує на наявність магнітного поля у її зоряній атмосфері.
Напруженість повздовжної компоненти поля оціненої з аналізу
крил ліній Бальмера
становить  314,8± 233,0 Гаус.